# Saison 1 de Titans
 (octobre 2018).
Si vous disposez d'ouvrages ou d'articles de référence ou si vous connaissez des sites web de qualité traitant du thème abordé ici, merci de compléter l'article en donnant les références utiles à sa vérifiabilité et en les liant à la section « Notes et références ».
Chronologie
Saison 2
La première saison de Titans (Titans), série télévisée américaine, est constituée de onze épisodes et a été diffusée du 12 octobre au 21 décembre 2018 sur DC Universe, aux États-Unis.

## Synopsis
Dick Grayson, le protégé de Batman, est devenu adulte et s’est définitivement émancipé de son mentor. Il a quitté Gotham City et travaille pour la police de Détroit. Il fait alors la rencontre de la jeune Rachel Roth, une empathe, doté de pouvoirs magiques qu'elle n'arrive pas vraiment à maîtriser, qui intéresse une étrange secte. Aidé de Starfire et Beast Boy, ils formeront tous les quatre un groupe de super-héros, les Titans.

## Distribution

### Acteurs principaux
- Brenton Thwaites (VF : Gauthier Battoue) : Dick Grayson / Robin
- Teagan Croft (VF : Clara Quilichini) : Rachel Roth / Raven
- Anna Diop : Kory Anders / Koriand'r / Starfire
- Ryan Potter : Garfield « Gar » Logan / Beast Boy

### Acteurs récurrents
- Tomaso Sanelli : Dick Grayson jeune (épisodes 1 à 3, 6 à 8)
- Minka Kelly (VF : Diane Dassigny) : Dawn Granger / Dove (épisodes 2, 3, 9 à 11)
- Alan Ritchson (VF : Eilias Changuel) : Hank Hall / Hawk (épisodes 2, 3, 9 à 11)
- Jeff Clarke (VF : Georges Caudron) : Le Père Nucléaire (épisodes 2 à 3)
- Melody Johnson (VF : Marie-Eugénie Maréchal): La Mère Nucléaire (épisodes 2, 3 et 5)
- Jeni Ross (VF : Adeline Chetail) : La Sœur Nucléaire (épisodes 2, 3 et 5)
- Logan Thompson (VF : Julien Crampon) : Le Frère Nucléaire (épisodes 2, 3 et 5)
- Reed Birney (VF : Bernard Bollet) : Le Messager / Docteur Adamson (épisodes 2, 3, 5 à 7)
- Rachel Nichols : Angela Azarath (épisodes 7 à 8, 10 et 11)
- Conor Leslie (VF : Anne-Charlotte Piau) : Donna Troy / Wonder Girl (épisodes 8, 10 et 11)

### Acteurs invités
- Sherilyn Fenn : Melissa Roth, la mère adoptive de Rachel (épisode 1)
- Liza Colón-Zayas : Détective Jessica Perez (épisodes 1 et 3)
- Curran Walters (VF : Julien Crampon) : Jason Todd / Robin (épisodes 5 et 6, 11)
- Lindsey Gort : Amy Rohrbach (épisodes 1 et 2)
- Jarreth Merz : L'Acolyte (épisode 1)
- Mark Antony Krupa : Konstantin Kovar (épisode 1)
- Farid Yazdani : Charlie (épisodes 2)
- Jordan Pettle : Le bourreau (épisode 2)
- Meagen Fay (VF : Elisabeth Fargeot) : Sœur Catherine (épisodes 3 et 4)
- Bruno Bichir (VF : Guillaume Lebon) : Niles Caulder, le Chef (épisode 4)
- April Bowlby (VF : Nathalie Spitzer) : Rita Farr / Elasti-Girl (épisode 4)
- Jake Michaels : Clifford Steele / Robotman (épisode 4)
  - Brendan Fraser (VF : Sylvain Lemarié) : Voix originale de Clifford Steele (épisode 4)
- Dwain Murphy : Larry Trainor / Negative Man (épisode 4)
  - Matt Bomer (VF : Juan Llorca) : Voix originale de Larry Trainor (épisode 4)
- Zach Smadu : Le Beau Père Nucléaire (épisode 5)
- Rachael Crawford : Docteur de l'asile Agnews (épisodes 5 et 7)
- Kyle Mac : Nick Zucco / Le Fondeur (épisode 6)
- Lester Speight : Clayton Williams / Atlas (épisode 6)
- Richard Zeppieri : Tony Zucco (épisode 6)
- Damian Walshe-Howling : Graham Norris (épisode 8)
- Andi Hubick : Donna Troy jeune (épisode 8)
- Anders Yates : Paul (épisode 8)
- James Hawksley : Jerry Ridley (épisode 8)
- Elliot Knight : Don Hall / le premier Dove (épisode 9)
- Trevor Hayes : le coach Vincent (épisode 9)
- Tait Blum : Hank Hall enfant (épisode 9)
- Marina Sirtis : Maire Granger (épisode 9)
- Jayden Marine : Don Hall enfant (épisode 9)
- Arlene Duncan : Dean Kesser (épisode 9)
- Mishu Vellani : Docteur Kimberly Kraft (épisode 9)
- Bas Reitsma : Dwayne Wainright (épisode 9)
- Kenny Wong : Joshua (épisode 9)
- Imali Perera : Brenda la thérapeute (épisode 9)
- Seamus Dever (VF : Stéphane Ronchewski) : Trigon (épisodes 10 et 11)
- Jeff Roop : Thomas Carson (épisode 10)
- James Scallion : Johnny Grayson (épisode 11)
- Tony Craig : Commissaire Stable (épisode 11)
- Brooker Muir : Conner Kent / Superboy (épisode 11)
- Darryl Flatman : Harrison (épisode 11)
- Aam Tomlinson : Alley Joe (épisode 11)
- Alain Moussi : Bruce Wayne / Batman (épisode 11)

## Liste des épisodes

### Épisode 1:Titans
- États-Unis /  Canada : 12 octobre 2018 sur DC UNIVERSE (première diffusion)
- France : 11 janvier 2019 sur Netflix[1]

- Jarreth Merz (L'Acolyte)
- Lindsey Gort (Amy Rohrbach)
- Liza Colón-Zayas (Détective Jessica Perez)
- Sherilyn Fenn (Melissa Roth)
- Martin Roach (Manny Wolf)
- Phillip Jarrett (Capitaine)
- Randolf Hobbs (John Grayson)
- April Brown Chodkowski (Mary Grayson)
- Tomaso Sanelli (Dick Grayson jeune)
- Mark Antony Krupa (Konstantin Kovar)

Traverse City, dans le Michigan : l'adolescente Rachel Roth dotée de capacités surnaturelles fait régulièrement le même cauchemar, à savoir le décès d'un couple de trapézistes pendant un numéro de cirque avec leur fils, les Flying Graysons. Grâce à l'aide de sa mère, elle parvient à contenir les manifestations d'une force aux intentions maléfiques qui semble émaner d'elle. Pendant ce temps à Détroit, Dick Grayson, détective à la police municipale, reçoit la visite de sa nouvelle partenaire fraîchement transférée d'Oakland, Amy Rohrbach. En secret, ce dernier est un justicier, Robin, formé par Batman à Gotham City avant de quitter son parrain. Enfilant son costume, il inflige une leçon brutale à un groupe de trafiquants de drogue dont le chef est soupçonné de maltraitance sur une enfant. Rachel, de retour de l'école, est témoin de l'assassinat de sa mère par un homme à l'accent russe, l'Acolyte, qui lui apprend qu'elle a été adoptée. Grâce à ses pouvoirs, elle parvient à prendre la fuite en prenant le bus en direction de Détroit. Sur une route à l'extérieur de Vienne en Autriche, une jeune femme se réveille dans une voiture accidentée. L'homme à ses côtés est mort et le véhicule est percuté de plusieurs balles. Peu après, un groupe d'hommes armés parlant aussi russe reviennent finir le travail. La jeune femme s'enfuit. Près d'une station service, elle découvre dans sa poche ses papiers d'identité et une clef d'hôtel : elle s'appelle Kory Anders. Elle se rend à l'hôtel en question et trouve un homme ligoté dans un placard de sa suite. Ce dernier qui a très peur d'elle se détache de ses liens. Il décide de la tuer avec un couteau mais Kory le met KO d'un seul coup de poing. Après avoir appris le nom de son chef, Kontantin Kovar, elle décide d'aller lui rendre visite.
- Konstantin Kovar, plus connu sous le nom de Red Star est un personnage apparu pour la première fois dans Teen Titans #18 (décembre 1968).
- Il s'agit de la seconde apparition du personnage de Kovar en live après la série Arrow dans laquelle il était incarné par Dolph Lundgren.
- L'Acolyte est un personnage créé par Peter David et Todd Nauck[2].

### Épisode 2:Le Faucon et la Colombe
- États-Unis /  Canada : 19 octobre 2018 sur DC UNIVERSE (première diffusion)

- Minka Kelly (Dawn Granger / Dove)
- Alan Ritchson (Hank Hall / Hawk)
- Reed Birney (Le Messager / Docteur Adamson)
- Lindsey Gort (Amy Rohrbach)
- Tomaso Sanelli (Dick Grayson jeune)
- Logan Thompson (Le frère nucléaire)
- Melody Johnson (La mère nucléaire)
- Jeff Clarke (Le père nucléaire)
- Jeni Ross (La sœur nucléaire)
- Farid Yazdani (Charlie)
- Jordan Pettle (Le bourreau)
- Steve Rizzo (Le second voyou)
- Joel Labelle (Le premier voyou)

Washington, district de Columbia, les justiciers Hawk et Dove affrontent des trafiquants d'armes et sont gravement blessés. Hank Hall et Dawn Granger, de leurs vraies identités civiles, vivent depuis plus de trois ans en couple mais les nombreux combats ont marqué Hank et ils pensent à prendre l'argent des criminels pour une nouvelle vie dans le Wisconsin. Dawn se souvient de sa rencontre avec Robin quatre ans auparavant et de l'équipe qu'ils formaient ensemble. Pendant ce temps sur la route de Middleburg Heights dans l'Ohio, Dick et Rachel tentent de recoller les morceaux des derniers événements. Le policier a appris que l'Acolyte faisait partie d'une secte apocalyptique chargée d'empêcher la fin du monde. À Détroit, Amy retrouve le légiste Charlie pour une analyse du corps du tueur, totalement vidé de ses organes. Dans un motel de campagne, Dick prend une chambre pour Rachel et appelle à l'aide Alfred Pennyworth. À Saint-Louis, dans le Missouri, un messager informe une famille ordinaire qu'ils doivent « reprendre du service » : ils s'arment et s'injectent un produit inconnu. Amy appelle Dick pour savoir où il se trouve car elle sait que Rachel a disparu et que le faux policier qui l'avait enlevé a été retrouvé mort dans un immeuble où elle était séquestrée.
- La Famille Nucléaire est un groupe de personnages créé par Mike W. Barr et Jim Aparo[3].

### Épisode 3:Les Origines
- États-Unis /  Canada : 26 octobre 2018 sur DC UNIVERSE (première diffusion)

- Reed Birney (Le Messager / Docteur Adamson)
- Cara Ricketts (L'assistante sociale)
- Liza Colón-Zayas (Détective Jessica Perez)
- Minka Kelly (Dawn Granger)
- Alan Ritchson (Hank Hall)
- Meagen Fay (Sœur Catherine)
- Tomaso Sanelli (Dick Grayson jeune)
- Melody Johnson (La Mère Nucléaire)
- Jeff Clarke (Le Père Nucléaire)
- Jeni Ross (La Sœur Nucléaire)
- Logan Thompson (Le Frère Nucléaire)
- William Poulin (Le gérant du resto-route)
- Ferelith Young (Sharon)
- Stephen Puchalski (Travis)
- Laura Schutt (Sœur Ethel)

Enlevée par La Famille Nucléaire, Rachel est retrouvée par Kory dans une station service près de Coolville dans l'Ohio. Cette dernière grâce à ses pouvoirs neutralise le père en le brûlant vif. Pendant ce temps à Washington, Hank veille sur Dawn qui est dans le coma. Dick lui jure de retrouver les criminels et se met sur la piste de Rachel grâce aux informations du détective Perez qui l'informe aussi du décès de sa partenaire Rohrbach, assassinée par la Famille. Il se souvient lui aussi quinze ans auparavant du drame qui a changé sa vie pour toujours : adopté par le milliardaire Bruce Wayne, l'adolescent a pris beaucoup de risques pour retrouver les meurtriers de ses parents.
Kory et Rachel commencent à se rapprocher et finissent par devenir amies. Elles font halte dans un restaurant de route où elles ne passent pas inaperçues après une altercation avec trois hommes. Kory propose d'aller au couvent mentionné sur la photo trouvée chez Rachel. Là-bas, la mère supérieure les accueille et reconnaît Rachel. Elle apprend à Kory que la deuxième clef correspond à un casier dans une salle de jeux prisée des jeunes du coin. Elle s'y rend avec Rachel, mais ne trouve dans le casier qu'une autre clef, pendant que cette dernière fait la connaissance de Gar. Dick les retrouve là, mais Rachel qui ne lui fais plus confiance s'énerve, ce qui envoie malgré elle une sorte de vague d'énergie qui casse les vitres de toutes les voitures alentour. Le trio retourne alors au couvent. Pendant que Dick laisse la jeune fille prendre ses repères en allant dans la chapelle ardente, Kory vole la Porsche du jeune homme et va dans un garde-meuble correspondant à la nouvelle clef. Elle y retrouve des enregistrements de son journal de bord ainsi que beaucoup de documents, de dessins et autres graphiques, difficilement compréhensible, certains notamment dans une langue inconnue.

### Épisode 4:La Patrouille
- États-Unis /  Canada : 2 novembre 2018 sur DC UNIVERSE (première diffusion)

- Meagen Fay (Sœur Catherine)
- Bruno Bichir (Niles Caulder, le Chef)
- April Bowlby (Rita Farr / Elasti-Girl)
- Jake Michaels (Clifford Steele / Robotman)
- Brendan Fraser (Voix originale de Clifford Steele)
- Matt Bomer (Voix originale de Larry Trainor)
- Dwain Murphy (Larry Trainor / Negative Man)
- Hina Abdullah (Shyleen Lao)
- Ariane Laezza (Médecin français au Congo)
- Malube Uhindu-Gingala (Médecin congolais)
- Dave Hemstad (Premier chasseur blessé)
- Mike Jackson (John)
- Kevan Case (Second chasseur)
- Jerome Bourgault (Administrateur du camp)
- Nigel Downer (Premier policier local)
- Scott Garland (Second policier local)
- Evan O'Donnell (Fils du second chasseur)

Congo, deux ans auparavant, un adolescent est en train de mourir dans une tente de confinement entouré de scientifiques en combinaison. Affolés, ils partent tous en laissant les patients décédés. Le jeune homme est finalement secouru par un homme qui lui injecte un sérum. De nos jours, Rachel fait la connaissance de Gar, le jeune homme en question. Il se présente à elle sous la forme d'un tigre vert. Les deux s'en vont vers la où Gar habite. Quelques minutes plus tard, Kory et Dick arrivent sur les lieux de l'explosion qui a détruit une partie du couvent. La Mère supérieure leur explique qu'elle n'a rien pu faire pour empêcher le drame. Pendant ce temps, Gar et Rachel sont confrontés à deux chasseurs qui s'apprêtaient à achever une biche mortellement touchée. Gar les fait fuir sans peine et Rachel, émue par la souffrance de l'animal, essaie de l'apaiser en la caressant. Mais après son départ, la blessure commence à guérir grâce à son contact.
Les adolescents arrivent dans un manoir où Gar lui présente sa famille d'accueil : Cliff, un homme transformé en robot vivant, Larry, un ex-pilote de chasse devenu une entité négative et Rita, une ancienne gloire du cinéma capable de transformer son corps élastiquement. Tout ce petit monde vit selon les règles de leur chef, un scientifique qui les a tous sauvés. Justement, celui-ci se présente en urgence avec une jeune femme, Shyleen Lao, qui a été gravement blessée par de l'azote liquide. Le groupe ne parvient à la sauver que grâce à l'intervention de Rachel dont les pouvoirs sont efficaces et la sauve. Le chef est le médecin qui avait injecter le médicament à Gar au Congo. Il explique que cela a transformé l'ADN de Gar et qu'il a aujourd'hui la capacité de se transformer en tigre à volonté, sans savoir pourquoi cette transformation-là. Pendant ce temps, Dick et Kory ont retrouvé la trace d'un des deux chasseurs qui a rencontré Rachel. En voulant avoir des renseignements à tout prix, Dick perd son sang froid et passe à tabac l'homme sous les yeux de son jeune fils. Kory l'arrête à temps avant qu'il ne le tue. L'homme lui révèle l'endroit où les adolescents pourraient se trouver : la résidence Caulder.
- La Doom Patrol est une création d'Arnold Drake, Bruno Premiani, Murray Boltinoff et Bob Haney.
- Ils ont fait leur première apparition en comics en juin 1963 dans le magazine My Greatest Adventure no 80.

### Épisode 5:Ensemble
- États-Unis /  Canada : 9 novembre 2018 sur DC UNIVERSE (première diffusion)

- Reed Birney (Docteur Adamson)
- Curran Walters (Jason Todd / Robin)
- Rachael Crawford (Docteur de l'asile Agnews)
- Melody Jonhson (La Mère Nucléaire)
- Jeni Ross (La Fille Nucléaire)
- Logan Thompson (Le Fils Nucléaire)
- Jill Frappier (La dame âgée de l'appartement)
- Janet Porter (Sheila, la gérante du motel)
- Tyler Muree (Gerald le concessionnaire)
- Zach Smadu (Le Beau Père Nucléaire)
- Sistah Lois (Jan, la vendeuse du motel)

Dick a emmené Kory, Rachel et Gar dans un motel de sa connaissance où ils pourront être tranquilles. Entretemps, il a changé de véhicule pour les transporter en sûreté. Pendant ce temps à Lynwood dans l'Illinois, le mystérieux messager se rend à L'Asyle Agnews où des médecins font des expérimentations sur des cobayes humains. L'un de ces derniers est préparé pour être le nouveau père de La Famille Nucléaire. Au vu de l'efficacité au combat de ceux qui sont à leur recherche, le quatuor s'entraîne dans une grange abandonnée où Kory, Gar et Rachel montrent leurs capacités. La Famille Nucléaire a retrouvé la trace de la voiture de Dick vendue chez un concessionnaire. Ce dernier ne tarde pas à donner le lieu où se trouve les jeunes héros.
De retour au motel, ils sont attaqués sauvagement par La Famille mais ils parviennent à leur tenir tête difficilement, grâce notamment à l'équipement de Dick, révélant ainsi à ses camarades qu'il est Robin, et La Famille décide de se rendre. Kory veut les interroger mais Dick comprend qu'ils ont été manipulés et qu'ils ont eu un lavage de cerveau, rendant la chose inutile. Grâce au GPS de leur voiture, il trouve l'adresse d'un certain Adamson. Il décide d'aller le voir en laissant Gar et Rachel sous la surveillance de Kory. À Chicago, il trouve l'appartement cossu de l'homme en question. Par l'intermédiaire d'une caméra cachée, l'homme assiste à la venue de Dick. Il appuie sur un bouton actionnant une bombe à distance. La bombe se trouve dans les têtes des membres de La Famille Nucléaire.
- Jason Todd est un personnage créé par Gerry Conway et Don Newton et est apparu pour la première fois en comics en mars 1983 dans Detective Comics no 524[4] pour succéder à Dick Grayson en tant que nouveau Robin[5].

### Épisode 6:Jason Todd
- États-Unis /  Canada : 16 novembre 2018 sur DC UNIVERSE (première diffusion)

- Reed Birney (Docteur Adamson)
- Curran Walters (Jason Todd / Robin)
- Kyle Mac (Nick Zucco / Le Fondeur)
- Lester Speight (Clayton Williams / Atlas)
- Tomaso Sanelli (Dick Grayson jeune)
- Richard Zeppieri (Tony Zucco)

Quinze ans auparavant à Gotham lors des funérailles de la famille Grayson, Dick dit adieu à Clayton, son tuteur au sein du Cirque Haly. Les autres membres se séparent pour vivre chacun de leur côté. De nos jours, Dick et le nouveau Robin, Jason Todd, emmènent le docteur Adamson drogué mais toujours vivant dans un lieu secret pour l'interroger. Jason propose d'utiliser l'une des nombreuses propriétés privées appartenant à Wayne Enterprises: le 888 North Lakeshore Drive. Le nouveau Robin explique à Dick qu'il a pu le retrouver grâce à un traceur implanté dans son bras gauche. Aussitôt arrivé à l'appartement, Dick enferme le docteur dans la salle de bains et extrait la puce de son bras. Il reçoit aussitôt un appel de Kory. Dick lui demande de venir avec le reste de l'équipe. Jason informe Dick que les anciens forains du Cirque Haly ont tous été assassinés les uns après les autres et défigurés à l'acide fluorhydrique par un mystérieux tueur surnommé « Le Fondeur ».
Des souvenirs lui reviennent en mémoire : deux ans auparavant alors qu'il était encore Robin, Dick apprend que Tony Zucco, l'homme derrière l'assassinat de ses parents va être relâché après avoir conclu un marché avec les fédéraux pour le démantèlement de la Famille Maroni. Son fils Nick lui rend visite en prison. Les deux hommes se rencontrent alors dans le couloir de la prison. Le soir même, alors que Zucco doit être transféré dans un établissement sécurisé, Robin attaque le convoi et torture le criminel. Les hommes de Maroni apparaissent alors et exécutent Zucco sous les yeux de Dick, qui refuse de le sauver. De nos jours, Dick appelle au téléphone Clayton, qui est toujours vivant. Il est le dernier à ne pas avoir été assassiné. Kory, Rachel et Gar arrivent à l'appartement et font la connaissance de Jason, Dick annonce à Kory qu'il va devoir aller à Milwaukee pour une affaire personnelle. Il emmène avec lui Jason.

### Épisode 7:L'Asile
- États-Unis /  Canada : 23 novembre 2018 sur DC UNIVERSE (première diffusion)

- Reed Birney (Docteur Adamson)
- Rachael Crawford (Docteur de l'asile Agnews)
- Rachel Nichols (Angela Azarath)
- Tomaso Sanelli (Dick Grayson jeune)
- Torquil Colbo (Technicien de l'asile)
- Adam Bogen (Premier technicien)
- James Binkley (Premier infirmier)
- Allen Keng (Premier chirurgien)
- Craig Henry (Second infirmier)
- Rosemary Doyle (Premier chirurgien)

Rachel accepte de s'entretenir avec le docteur Adamson, toujours détenu dans le penthouse. Ce dernier lui révèle qu'elle va guérir le monde et pour lui en donner la preuve se coupe la gorge avec du verre devant ses yeux. L'adolescente affolée tente de faire pression sur la blessure afin d'éviter une hémorragie et parvient grâce à ses pouvoirs à le sauver. Le docteur lui révèle aussi que sa mère est vivante et qu'elle se trouve enfermée à l'asile Agnews. Rachel veut que l'équipe la soutienne et qu'ils aillent en force la sauver mais Dick refuse car les inconnues sont trop nombreuses, ils ne connaissent pas le terrain ni le nombre de gardes qui protègent l'établissement. Avec l'ordinateur central de Wayne, il découvre que le lieu est officiellement désaffecté et qu'il y a plusieurs tunnels qui partent du bâtiment. De son côté Gar accepte de suivre Rachel dans cette mission dangereuse. Dick et Kory ne se rendent compte que tardivement que les deux adolescents sont partis.
Sur place, Rachel et Gar sont rapidement capturés par les vigiles. Rachel est amenée devant le docteur Adamson qui entre-temps était parvenu à s'évader de l'appartement, quant à Gar, il est emprisonné dans une cage et subit des tortures. Pendant ce temps, Dick et Kory arrivent par les souterrains mais ils sont arrêtés aussitôt par les gardes de l'asile qui les menacent de tuer Gar. Kory est enfermée dans une sorte de silo ignifugé où elle perd peu à peu ses forces. Dick est attaché et soumis à une forte dose d'hallucinogènes et vit un cauchemar en affrontant sa version adolescente. Tout semble perdu lorsque Rachel utilise ses pouvoirs maléfiques pour égorger Adamson et part délivrer sa mère retenue prisonnière dans une chambre de l'asile.
- On peut apercevoir la Batcave dans une scène d'hallucination de Dick, où se trouvent le bat ordinateur et la Batmobile.

### Épisode 8:Donna Troy
- États-Unis /  Canada : 30 novembre 2018 sur DC UNIVERSE (première diffusion)

- Conor Leslie (Donna Troy)
- Rachel Nichols (Angela Azarath)
- Damian Walshe-Howling (Graham Norris)
- Tomaso Sanelli (Dick Grayson, jeune)
- Andi Hubick (Donna Troy, jeune)
- Anders Yates (Paul)
- James Hawksley (Jerry Ridley)

Rachel étant réunie avec sa mère Angela, Dick estime avoir rempli sa mission et part de son côté, laissant Kory accompagner Rachel, sa mère et Gar en Ohio, pour s'installer dans une maison appartenant à la famille de Rachel. Dick part retrouver Donna Troy, l'ancienne protégée de Wonder Woman qu'il connait depuis longtemps et qui a délaissé son costume de Wonder Girl. Il espère obtenir de l'aide pour tourner définitivement la page de Robin et gérer ses pulsions violentes. Donna accepte et lui propose de la suivre dans une exposition de ses photographies. Au cours de la soirée, Donna s'éclipse pour retrouver en secret un braconnier trafiquant d'animaux. Dick la suit et intervient alors que Donna allait le laisser partir. Furieuse, elle explique qu'elle comptait le faire tomber avec son réseau par ses clichés plus que par les poings. Cependant, elle comprend que Dick a besoin d'une échappatoire pour la violence que lui a inculqué Batman.

### Épisode 9:Hank et Dawn
- États-Unis /  Canada : 7 décembre 2018 sur DC UNIVERSE (première diffusion)

- Alan Ritchson (Hank Hall / Hawk)
- Minka Kelly (Dawn Granger / Dove)
- Elliot Knight (Don Hall / Premier Dove)
- Trevor Hayes (Entraîneur Vincent)
- Tait Blum (Hank Hall enfant)
- Marina Sirtis (Maire Granger[6])
- Jayden Marine (Don Hall enfant)
- Arlene Duncan (Dean Kesser)
- Mishu Vellani (Docteur Kimberly Kraft)
- Bas Reitsma (Dwayne Wainright)
- Kenny Wong (Joshua)
- Imali Perera (Brenda la thérapeute)

Hank et Don Hall étaient deux demi-frères nés de deux pères différents. Ayant intégré une prestigieuse école privée, Hank est devenu un prodige du football et Don un élève brillant, mais en secret, Hank a protégé Don de son entraineur, prédateur sexuel et pédophile. Peu avant d'obtenir leur diplôme, Hank doit admettre que sa carrière peut être compromise après les nombreuses lésions cérébrales accumulées au fil des matchs. Il finit par provoquer une bagarre entre élèves avec Don et ce dernier refuse le compromis avec la directrice qui les expulse. Don voit son frère perdu et, n'ayant plus l'exutoire qu'il avait trouvé dans le football, mais ayant compris ce qu'il s'était passé dans leur jeunesse, a l'idée qu'ils deviennent des justiciers s'en prenant aux nombreux criminels sexuels vivant dans leur quartier.
Dawn Granger est un espoir de la danse classique venu du Royaume-Uni, vivant aux États-Unis après avoir fui un père violent. Sa mère, Maire Granger, l'admire mais ne veut pas quitter son mari, croyant toujours qu'il va changer. Cependant, elle meurt renversée par une camionnette qui tue également Don sous les yeux de Hank, juste après une rencontre fortuite entre lui et Dawn. Les deux décès dévastent Hank et Dawn, et cette dernière ne parvient pas à accepter la mort de sa mère faute de responsable à blâmer. Ils finissent par se rapprocher et surmonter leurs deuils ensemble, jusqu'à ce que Dawn découvre le costume du Faucon. Hank finit par révéler la vérité sur son entraineur et son viol, avouant qu'il n'a jamais pu se décider à s'en prendre à lui. Dawn retrouve l'entraineur et le confronte et, alors qu'elle était en mauvaise posture, Hank arrive et frappe son bourreau. Ce dernier lui demande pardon mais Dawn trouve des photographies d'autres victimes sur son ordinateur et ils continuent de le frapper. De retour chez Hank, ils couchent ensemble mais Dawn ne veut pas continuer leur relation sur ces bases.
- L'épisode conte l'origine du duo que forme le Faucon et la Colombe.
- À l'exception de l'apparition de Teagan Croft durant les flash-backs, le reste de la distribution principale n'apparaît pas dans cette histoire.

### Épisode 10:Koriand'r
- États-Unis /  Canada : 14 décembre 2018 sur DC UNIVERSE (première diffusion)

- Minka Kelly (Dawn Granger / Dove)
- Alan Ritchson (Hank Hall / Hawk)
- Rachel Nichols (Angela Azarath)
- Conor Leslie (Donna Troy / Wonder Girl)
- Seamus Dever (Trigon)
- Jeff Roop (Thomas Carson)

Alors qu'elle est attaquée par Kory, Rachel plonge son esprit dans un service des urgences abandonné. Elle voit des images de Hank et Dawn à l'hôpital et dans leurs souvenirs et les appelle à l'aide. Ces derniers reçoivent des images furtives qui apparaissent dans les miroirs. Dick et Donna arrivent à temps pour empêcher Kory de tuer Rachel. Grâce au lasso de Wonder Girl, elle retrouve finalement ses esprits. En colère contre la jeune femme, Angela demande à ce qu'elle parte pour ne plus mettre en danger sa fille. Confuse par les souvenirs qui lui reviennent et par sa tentative de tuer Rachel, Kory laisse le groupe et part avec la voiture. Dick ne peut l'empêcher de partir mais Donna a le temps de placer un traceur sur le véhicule.
Gar essaye de rassurer Rachel qui pense qu'elle est condamnée à faire souffrir ses proches. Alors qu'elle se trouve dans le jardin, Angela reçoit la visite de Thomas Carson, le shérif du comté qui était aussi un ancien camarade de lycée. Il inspecte les environs à la suite des incidents de la gare de Dayton, là où ils ont du fuir du train pour que Kory ne soit pas arrêtée par la police. Angela accepte de le rencontrer pour un rendez-vous romantique. Pendant ce temps, Kory est arrivée dans un hangar abandonné. Dick et Donna l'y retrouvent. Les trois entrent et font face à un gigantesque vaisseau spatial, X'Hal, doté d'une mémoire vivante. À l'intérieur, Kory révèle ce qu'elle a rassemblé de ses souvenirs retrouvés : elle vient de la planète Tamaran et sa mission était d'éliminer Rachel afin que son monde survive. Rachel est en effet la fille d'un puissant démon, Trigon, appelé sur Terre pour concevoir un enfant, avant d'être renvoyé dans sa dimension où il a été emprisonné. Il ne pourra revenir qu'en utilisant sa fille comme portail. Mais elle est aussi la seule qui pourrait le vaincre, au prix d'un entraînement très difficile. Donna découvre dans le livre de prophétie de Kory qu'Angela est complice de Trigon et qu'elle a manipulé tout le monde pour permettre le retour du démon.

### Épisode 11:Dick Grayson
- États-Unis /  Canada : 21 décembre 2018 sur DC UNIVERSE (première diffusion)

- Rachel Nichols (Angela Azarath)
- Seamus Dever (Trigon / Capitaine Frank Finney)
- Curran Walters (Jason Todd / Robin)
- James Scallion (Johnny Grayson)
- Minka Kelly (Dawn Granger Grayson)
- Tony Craig (Commissaire Stable)
- Brooker Muir (Conner Kent / Superboy)
- Darryl Flatman (Harrison)
- Adam Tomlinson (Alley Joe)
- Alain Moussi (Bruce Wayne / Batman)

Cinq ans ont passé, Dick vit en Californie heureux, en couple avec Dawn qui attend leur 2e enfant. Rachel et Gar sont ensemble à l'université, à Chicago. Des flashs commencent à ternir son quotidien : Dick reçoit la visite de Jason Todd, paraplégique par une balle de l'Homme-mystère, qui vient lui demander de revenir à Gotham City pour raisonner Bruce devenu radical et ultra-violent. Réticent, il accepte en apprenant que tous les alliés de Batman sont morts ou portés disparus. La ville est à feu et à sang et Batman manque de tuer le Joker en le jetant d'un toit peu après l'arrivée de Dick à Gotham. Il ne trouve que deux alliés : l'agent Frank Finney (en fait Trigon) et Kory, devenue agente fédérale. Batman vient finalement en personne tuer le Joker dans son lit d'hôpital avant de commettre un massacre dans l'Asile d'Arkham, s'attaquant sans distinction aux patients comme au personnel. Dick n'a plus le choix : il révèle à Finney que Batman est Bruce Wayne et supervise l'assaut du manoir. Mais Batman les attendait et tue tout le monde, y compris Kory. Dick fait déclencher l'explosion du manoir avant de retrouver Bruce, pris dans les ruines de la Batcave, et l'achève lui-même.
Dans la maison Roth, Rachel voit Dick succomber à l'emprise de la puissance de Trigon, qui a manipulé le jeune homme pour l'attirer vers les ténèbres.